# 趙志翰
趙志翰（1992年5月17日—），台灣男扯铃运动员，10歲拿下人生中第一個扯鈴冠軍。2015/16連霸兩屆扯鈴亞洲盃大賽及兩屆紅牛（Redbull）。2017年一對一花式扯鈴大賽冠軍，成為台灣「扯鈴至尊」。2017年更登上世界三大雜技節的「法國明日節」榮獲金獎。很牛逼